# Grupo Desportivo Interclube
El Grupo Desportivo Interclube, usualment anomenat Inter o Inter Luanda, és un club de futbol de la ciutat de Luanda, Angola.
Guanyà el seu primer títol del país l'any 1986. Juga a l'Estádio dos Coqueiros, que té una capacitat de 12.000 espectadors i que fou construït el 2004. Els seus colors són el blau i el negre.

## Palmarès
- Lliga angolesa de futbol: [3][4]
  - 2007, 2010
- Copa angolesa de futbol: [5][6]
  - 1986, 2003, 2011
- Supercopa angolesa de futbol: [7][8]
  - 1986, 2001, 2008, 2012